# Podkoziołek
Podkoziołek – ludowa zabawa karnawałowa znana w zachodniej Wielkopolsce i na Kujawach.

## Opis
Zabawa odbywała się w zapustny wtorek, a brały w niej udział dziewczęta, które podczas mijającego karnawału nie wyszły za mąż. 
W Wielkopolsce nazwa Podkoziołek i sam obyczaj występuje tylko w Poznańskiem i na Zaprośniu i nie jest znany w Kaliskiem, na wschód od linii Koło–Konin–Kalisz–Wieruszów–Kępno. Nazwa podkoziołek wywodzi się od kozła, zwierzęcia symbolizującego witalność i seksualność, także wskazuje się na taniec o tej samej nazwie
Przed chatami panien zatrzymywali się kawalerowie, obwożący po wsi koziołka, tj. kukłę z koźlimi rogami, przymocowaną do koła (Czarnków) lub przystrojone drzewko na wózku (okolice Radomska) i wyciągali panny z domów na tańce.
W dniu tym panny i kawalerowie spotykali się również na tańcach w karczmie; podczas tańców panny składały pieniężne ofiary podkoziołkowi – figurce stojącej przed muzykantami, wyobrażającej popiersie kozła albo jego głowę. W niektórych regionach, miejsce koziołka zajmowała wystrugana z ziemniaków lub brukwi figurka chłopca.
Współcześnie zwyczaj jest realizowany przez lokalne grupy folklorystyczne, domy i ośrodki kultury, miejscowe wspólnoty mieszkańców i mieszkanek.

## Regionalne obchody
W Sulmierzycach przez ostatnie trzy dni zapustów trwała zabawa, lecz w ostatni dzień (ostatni wtorek przed popielcem) stawiano w gościńcu pustą beczkę obok skrzypka. Górne dno beczki nakrywano białym płótnem lub obrusem oraz stawiano na nim talerzyk i tak ustrojoną beczkę nazywano podkoziołkiem.
W Orchowie (dawny powiat mogileński) uroczystość odbywała się w karczmie na cześć młodych mężatek. Na podkoziołku we wtorek śpiewano krótkie śpiewki, gdy młode dziewczęta płaciły za taniec, a zachęcali je do tego chłopcy.
W Sieroszewicach w ostatni wtorek chłopcy przebierali jednego spośród siebie za niedźwiedzia i prowadzili go do dworu, przy czym posiadali cztery koszyki: jeden na chleb, drugi na ser, trzeci na masło, a czwarty na jaja. Drugi, mniejszy chłopiec był przebrany za małpę. Towarzyszyły im skrzypki. Po przybyciu na miejsce niedźwiedź ryczał na cały głos, po czym się kłaniał, a małpa robiła fikołki. Po wystąpieniu chłopcy mogli się cieszyć wypełnionymi koszykami oraz skarbonką.